# Даньдун
Даньду́н (кит. упр. 丹东, пиньинь Dāndōng) — городской округ в китайской провинции Ляонин на берегу реки Ялуцзян.

## География
Река Ялуцзян является пограничной; Даньдун с лежащим на другом берегу корейским городом Синыйджу соединяет мост Китайско-корейской дружбы (до 1990 назывался мост через реку Ялу).

## История
Ещё во времена империи Тан в 668 году в этих местах было образовано наместничество Аньдун (安东都护府) — с той поры и существует название «Аньдун» («Успокоенный восток»).
Во времена империи Цин в 1876 году был образован уезд Аньдун (安东县), и когда в 1907 году была создана провинция Фэнтянь — вошёл в её состав.
В октябре 1934 года властями Маньчжоу-го была создана провинция Аньдун (安东省), власти которой разместились в уезде Аньдун. В декабре 1937 года урбанизированная часть уезда Аньдун была выделена в город Аньдун.
В 1949 году из провинции Аньдун и части провинции Ляонин была создана провинция Ляодун, власти которой разместились в Аньдуне. В 1954 году провинции Ляодун и Ляоси были объединены в провинцию Ляонин, а Аньдун стал городом провинциального подчинения.
В 1955 году был создан Специальный район Аньдун (安东专区), состоящий из 5 уездов. В 1958 году он был расформирован, а подчинённые ему уезды были распределены между соседними специальными районами; уезды Фэнчэн, Сюйянь, Аньдун и Куаньдянь перешли под юрисдикцию города Аньдун. В 1965 году постановлением Госсовета КНР город Аньдун был переименован в Даньдун («Красный Восток»), а уезд Аньдун — в уезд Дунгоу (东沟县).
В 1985 году уезд Фэнчэн был преобразован в Фэнчэн-Маньчжурский автономный уезд (凤城满族自治县).
В сентябре 1989 года уезд Куаньдянь был преобразован в Куаньдянь-Маньчжурский автономный уезд.
В 1993 году уезд Дунгоу был преобразован в городской уезд Дунган
В 1994 году Фэнчэн-Маньчжурский автономный уезд был преобразован в городской уезд Фэнчэн.

## Административно-территориальное деление
Городской округ Даньдун делится на 3 района, 2 городских уезда, 1 автономный уезд:
| Карта | Карта                                  | Карта                                  | Карта          | Карта                    | Карта                   | Карта         | Карта                      |
| ----- | -------------------------------------- | -------------------------------------- | -------------- | ------------------------ | ----------------------- | ------------- | -------------------------- |
|       |                                        |                                        |                |                          |                         |               |                            |
| #     | Статус                                 | Название                               | Иероглифы      | Пиньинь                  | Население (2003, прим.) | Площадь (км²) | Плотность населения (/км²) |
| 1     | Район                                  | Чжэньсин                               | 振兴区         | Zhènxīng qū              | 380 000                 | 80            | 4750                       |
| 2     | Район                                  | Юаньбао                                | 元宝区         | Yuánbǎo qū               | 180 000                 | 81            | 2222                       |
| 3     | Район                                  | Чжэньань                               | 振安区         | Zhèn'ān qū               | 190 000                 | 669           | 284                        |
| 4     | Городской уезд                         | Фэнчэн                                 | 凤城市         | Fèngchéng shì            | 580 000                 | 5518          | 105                        |
| 5     | Городской уезд                         | Дунган                                 | 东港市         | Dōnggǎng shì             | 640 000                 | 2496          | 256                        |
| 6     | Куаньдянь-Маньчжурский автономный уезд | Куаньдянь-Маньчжурский автономный уезд | 宽甸满族自治县 | Kuāndiàn Mǎnzú zìzhìxiàn | 440 000                 | 6186          | 71                         |

## Экономика
В Даньдуне базируется компания Shuguang Automotive Group, производящая автобусы, лёгкие грузовики, полуприцепы, внедорожники и автодетали под марками Huanghai, Shuguang и SG.
Даньдун является крупным центром выращивания и обработки клубники.

## Транспорт
- Даньдунский аэропорт Лантоу

## Достопримечательности
- Мемориальный музей войны против США для поддержания корейского народа
- Мост Китайско-корейской дружбы и частично уничтоженный «Сломанный мост»[4]
- Новый большой мост через реку Ялу (кит. 新鸭绿江大桥), ведущий в чистое поле со стороны Северной Кореи[5][6][7]

## Галерея

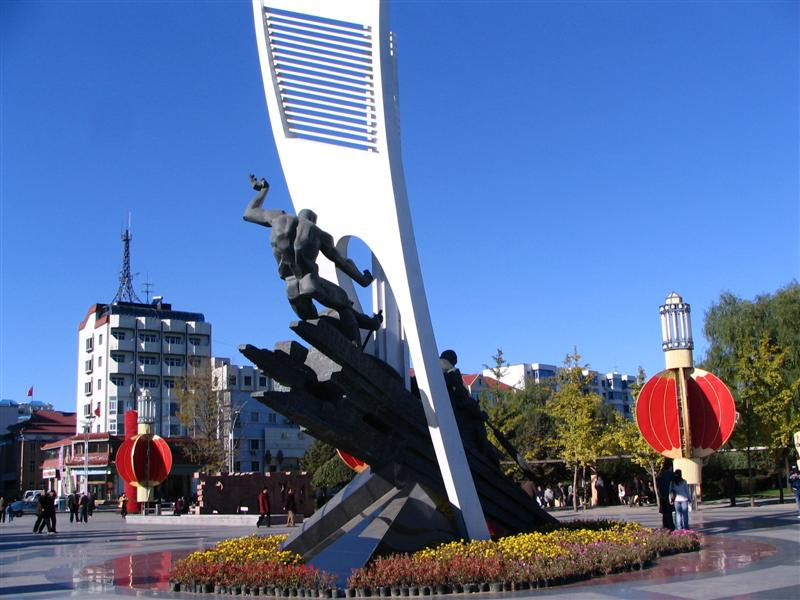
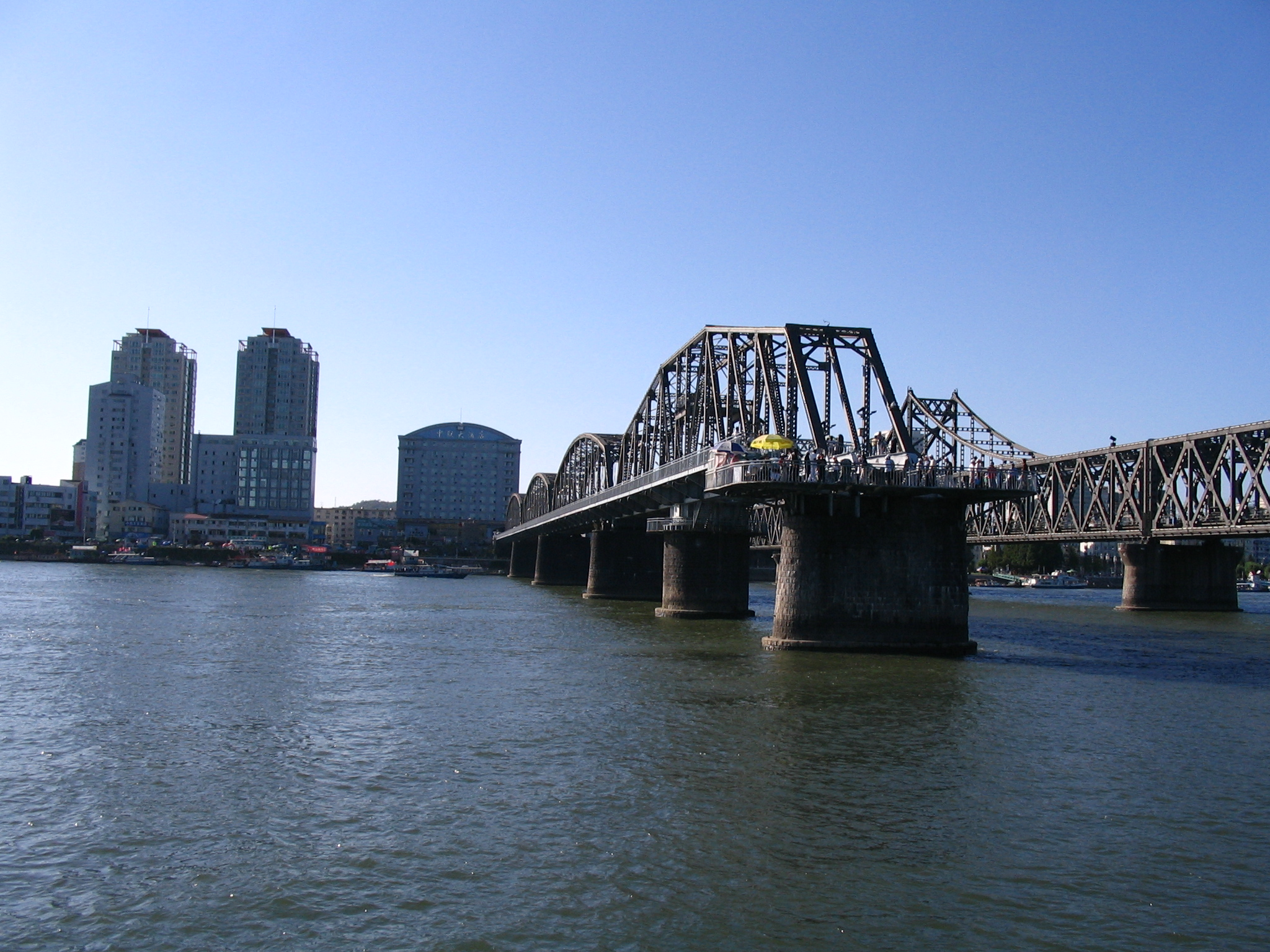

## Города-побратимы
- Уилмингтон, Северная Каролина, США (1986)
- Донкастер, Великобритания (1988)
- Токусима, Япония (1991)
- Астрахань, Россия (1993)
- Ыйджонбу, Республика Корея (1997)
- Париж, Франция (2008, город-партнёр)